# NGC 3593
NGC 3593 je spiralna galaksija okrenuta rubom u zviježđu Lavu. Galaksija se danas smatra članom grupe Leo Triplet I.

## Amaterska promatrnja
Galaksija je vidljiva u 200 mm-skom teleskopu kao siva tamna mrlja, duga oko 1,5' i široka 0,5' sa zvjezdolikom jezgrom.